# Saint-Martin-aux-Champs
Saint-Martin-aux-Champs är en kommun i departementet Marne i regionen Grand Est (tidigare regionen Champagne-Ardenne) i nordöstra Frankrike. Kommunen ligger i kantonen Écury-sur-Coole som tillhör arrondissementet Châlons-en-Champagne. År 2022 hade Saint-Martin-aux-Champs 106 invånare.

## Befolkningsutveckling
Antalet invånare i kommunen Saint-Martin-aux-Champs
| Referens: INSEE |